# Franciscodendron
Franciscodendron é um género botânico pertencente à família Malvaceae.

## Espécies
- Franciscodendron laurifolium

1. ↑  «Franciscodendron — World Flora Online». www.worldfloraonline.org. Consultado em 19 de agosto de 2020